# Pull Marine
Pull Marine – debiutancki album francuskiej aktorki Isabelle Adjani, wydany w 1983 roku. Autorem muzyki oraz producentem albumu jest Serge Gainsbourg, a teksty piosenek są autorstwa jego i Isabelle Adjani.

## Lista utworów
1. „Ohio”
2. „Entre autre pas en traître”
3. „Ok pour plus jamais”
4. „D'un taxiophone”
5. „C'est rien je m'en vais c'est tout”
6. „Le mall intérieur”
7. „Beau oui comme Bowie”
8. „Le bonheur c'est malheureux”
9. „Je t'aime idiot”
10. „Et moi chouchou”
11. „Pull Marine”